# Makromolekula

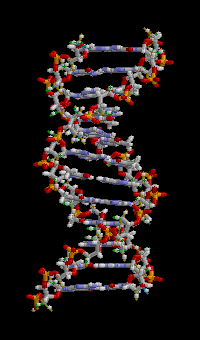
Ukázka biomakromolekuly (nukleová kyselina DNA)

Makromolekula (latinsky makro- + moles, česky velká jednotka hmotnosti) je rozsáhlá molekula, zpravidla s velkou molární hmotností (obvykle vyšší než 10 000 g·mol−1). Atomy v makromolekule jsou vázány kovalentními vazbami. Molekuly jsou vázány mezimolekulárními Van der Waalsovými silami, které výrazně ovlivňují chování makromolekul.
Makromolekula vzniká z monomerů (nízkomolekulární látka - samostatné atomy, molekuly či skupiny molekul) složitými chemickými reakcemi, které se nazývají polyreakce nebo polymerizační reakce. Počet monomerů nebo jenom merů (opakující se stavební jednotky v makromolekule) se nazývá polymerační stupeň. Sloučeniny s nízkým polymeračním stupněm (do 10) jsou označovány oligomery, s vyšším polymeračním stupněm (10 až miliony) polymery.
Základem živé hmoty v přírodě jsou biomakromolekuly. Nejběžnějšími biomakromolekulami jsou biopolymery (nukleové kyseliny, bílkoviny a sacharidy) a velké nepolymerní molekuly (lipidy, makrocykly nebo nanogely).
Uměle vyrobené makromolekuly se nazývají syntetické makromolekuly a jsou to například plasty (polyvinylchlorid (PVC), polyethylentereftalát (PET), polystyren (PS) a další) nebo syntetická vlákna (polyolefinová (PE), polyakrylonitrilová (PAN), polyesterová (PES), polyamidová (PA), polyimidová (PI) a další).
Termín makromolekula zavedl nositel Nobelovy ceny Hermann Staudinger (1881–1965) na začátku 20. století pro sloučeniny s vysokým obsahem molekul a více než 1 000 atomů. V současnosti se studiem makromolekul zabývá makromolekulární chemie.

## Geometrické uspořádání

Lineární uspořádání

Pro geometrické uspořádání makromolekuly (také konformace makromolekuly) je typická řetězová struktura, v níž je chemickými vazbami spojen velký počet stejných nebo různých opakujících se nízkomolekulárních stavebních (také strukturních) jednotek. Způsob vzniku makromolekuly se nazývá polymerizace.
Na prostorovém uspořádání strukturních jednotek v řetězci jsou značně závislé vlastnosti makromolekulárních látek. Rozeznáváme tato základní geometrická uspořádání:

Rozvětvené uspořádání

- lineární uspořádání - vzniká polymerizací sloučenin s dvojnými vazbami (například termoplasty).
- rozvětvené uspořádání - vzniká polymerizací sloučenin s trojnými vazbami. Postranní řetězce vznikají rozbitím trojných vazeb (například elastomery).

Prostorově síťované

- Prostorově síťovanéprostorově síťované uspořádání - vzniká také polymerizací sloučenin s trojnými vazbami. Místo bočních řetězců dochází k prostorovému propojení. Takový materiál je pak při slabém zesílení pružný a tažný, při velkém zesílení tvrdý, netavitelný a nerozpustný (například reaktoplasty).

## Původ makromolekul

### Přírodní (také biomakromolekuly nebo biopolymery)
- Uhlovodíky, například stavební složka přírodního kaučuku (cis-1,4-polyisopren)
- Lignin, stavební složka dřeva
- Polynukleotidy, stavební složka nukleových kyselin (DNA, RNA)
- Polysacharidy, stavební složka škrobu a celulózy
- Proteiny, stavební složka živých organismů (například kolagen, enzymy, protilátky)

### Polosyntetické (také polosyntetické polymery)
- Acetátová vlákna (hedvábí)
- Viskózová vlákna (celuloid)
- Vulkanizovaný kaučuk (pryž, guma)

### Syntetické (také syntetické polymery)
- Polystyren (PS), Polyethylen (PE), Polypropylen (PP), Polyamid (PA)
- Polyvinylchlorid (PVC), Polyethylentereftalát (PET)
- Silikon

## Důležité biomakromolekuly

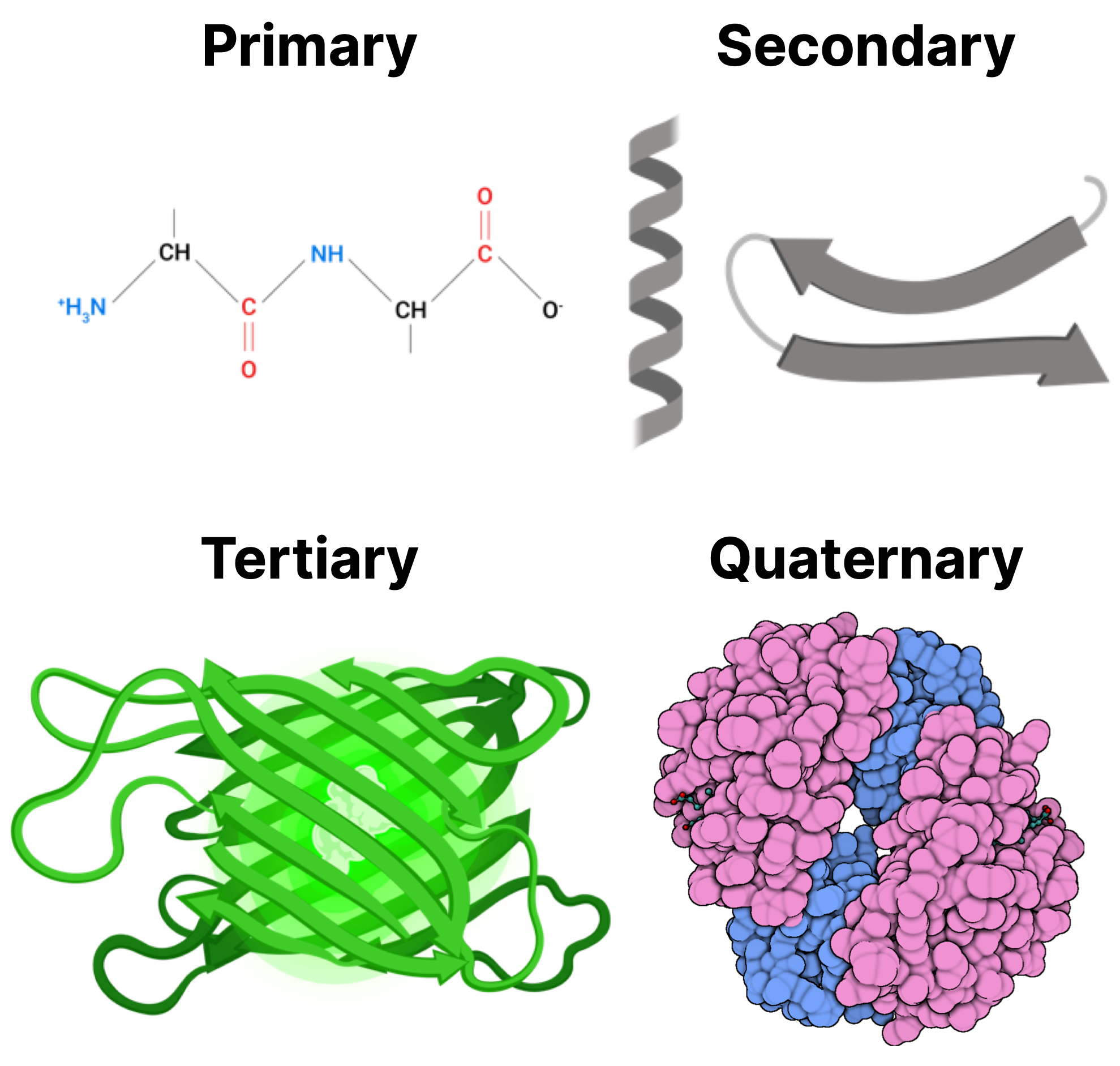
Struktura bílkoviny - od primární, sekundární, terciární až po kvartérní

Všechny živé organismy potřebují pro své biologické funkce tři základní biomakromolekuly - DNA, RNA a bílkoviny. Každá z těchto molekul je nezbytná pro život, protože každá z nich hraje v buňce odlišnou a nenahraditelnou roli. Velmi zjednodušeně platí, že DNA vytváří RNA a RNA pak vytváří bílkoviny.
DNA, RNA a bílkoviny se skládají z opakující se struktury příbuzných stavebních bloků (nukleotidy v případě DNA a RNA, aminokyseliny v případě bílkovin). Lze na ně pohlížet jako na velmi dlouhou šňůru korálků, přičemž každý korálek představuje jeden nukleotid (DNA a RNA) nebo jednu aminokyselinu (bílkoviny), které jsou spojené dohromady kovalentními chemickými vazbami.
Obecně jsou to nerozvětvené polymery, tedy řetězce. Ale ve většině případů mají monomery v řetězci bílkovin a nukleových kyselin silný sklon k interakci s jinými aminokyselinami nebo nukleotidy. Vytvářejí tak nejenom řetězce, ale shlukují se do dalších struktur. Ty jsou pak popisovány jako primární, sekundární, terciární a kvartérní.
| Makromolekula (Polymer) | Nízkomolekulární látka (Monomer)                                                           | Vazby při řetězení monomerů                |
| ----------------------- | ------------------------------------------------------------------------------------------ | ------------------------------------------ |
| Nukleová kyselina DNA   | Nukleotidy (fosfát, deoxyribóza a nukleové báze - adenin, guanin, thymin, uracil, cytosin) | Fosfodiesterová vazba s vodíkovými vazbami |
| Nukleová kyselina RNA   | Nukleotidy (fosfát, ribóza a nukleové báze - adenin, guanin, uracil, cytosin)              | Fosfodiesterová vazba                      |
| Bílkoviny               | Aminokyseliny                                                                              | Peptidová vazba                            |
| Polysacharidy           | Monosacharidy                                                                              | Glykosidová vazba                          |